# Цзен Чжень
Цзен Чжень (кит.: 曾珍, нар. 28 листопада 1993) — китайська спортсменка, спеціалістка з синхронного плавання, срібна призерка Олімпійських ігор 2016 року.

## Виступи на Олімпіадах
| Олімпіада           | Дисципліна | Місце |
| ------------------- | ---------- | ----- |
| Ріо-де-Жанейро 2016 | групи      | 2     |

## Зовнішні посилання
- Цзен Чжень — олімпійська статистика на сайті Sports-Reference.com (англ.) (архівна версія)